# Fischtown Pinguins Bremerhaven

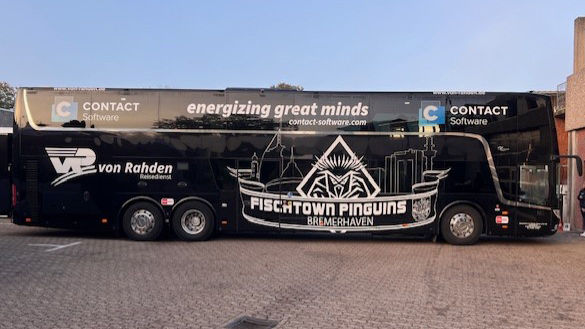
Mannschaftsbus der Fischtown Pinguins

Die Fischtown Pinguins Bremerhaven sind ein Eishockeyclub aus Bremerhaven, der seit der Saison 2016/17 in der Deutschen Eishockey Liga (DEL) spielt.
Stammverein der Pinguins ist der Roll- und Eissport-Verein Bremerhaven. Der Spielbetrieb der Profimannschaft des REV Bremerhaven wurde im Sommer 2002 in die Fischtown Pinguins Bremerhaven SBG mbH ausgelagert. Im Jahr 2001 gewann die Profimannschaft die Meisterschaft der 2. Bundesliga, im Jahr 2014 die Meisterschaft in der neu gegründeten DEL2. 2016 bewarb sich der Club erfolgreich um eine freie Lizenz in der DEL.

## Geschichte
Erstmals im höherklassigen Eishockey trat 1974/75 der 1941 gegründete Roll- und Schlittschuhclub (RSC) Bremerhaven in der Regionalliga Nord auf.
Im Zeitraum von 1978/79 bis 1983 spielte die Mannschaft des RSC in der 2. Liga Nord mit.
Nach dem Konkurs des RSC Bremerhaven 1984 wurde der bereits 1983 vorsorglich gegründete REV Bremerhaven Nachfolgeverein des RSC und nahm ab 1984/85 in der Regionalliga am Spielbetrieb teil.
Die Mannschaft des REV spielte 1994 zum Zeitpunkt der Einführung der DEL in der Oberliga Nord und wurde in die 2. Liga Nord eingestuft. 1997 gelang der Mannschaft der Aufstieg in die 1. Liga Nord. Aus der zweithöchsten Spielklasse musste Bremerhaven allerdings 1998 in der ersten Saison gleich wieder in die drittklassige 1. Eishockey-Liga absteigen. Dort gelang es dem REV 1999, als Erster der Vorrundengruppe Nord gegen den Südstaffelsieger SC Bietigheim-Bissingen, im Hin- und Rückspiel, sich den direkten Wiederaufstieg in die „alte“ 1. Liga Nord zu sichern. Diese wurde durch die im Vorjahr eingeführte 2. Eishockey-Bundesliga, nun zur drittklassigen Eishockey-Oberliga. Im Jahr 2000 erreichte der REV Bremerhaven, durch den zweiten Aufstieg in Folge, die neu gegründete zweitklassige 2. Eishockey-Bundesliga.

### Auslagerung des Profibereichs (2001–2005)
Im Sommer 2001 wurde die Profimannschaft in die REV Bremerhaven Fördergesellschaft mbH ausgelagert.
In der Saison 2001/02 erreichte die Mannschaft den Meistertitel der 2. Eishockey-Bundesliga und hätte einen Antrag auf Lizenzerteilung für die DEL 2002/03 stellen können. Jedoch wurde auf den Antrag – unter anderem aus finanziellen Gründen und wegen des Zustands der damaligen Spielstätte – verzichtet. Daraufhin konnte der Vizemeister ERC Ingolstadt seinen Antrag stellen und in die DEL aufsteigen.
Im Sommer 2002 erfolgte mit Genehmigung der ESBG die Überführung der Mannschaft von der Fördergesellschaft in die Fischtown Pinguins Bremerhaven SBG mbH. Für die Fördergesellschaft wurde anschließend der Insolvenzantrag gestellt.
In der Saison 2002/03 stieg man als vorjähriger Meister überraschend in die Oberliga ab, nachdem man gegen den ETC Crimmitschau in der Playdown-Serie 1:3 verloren hatte. Zwar hatte man aufgrund finanzieller Notstände anderer Vereine noch Hoffnung, als Nachrücker der 2. Bundesliga erhalten zu bleiben, musste am Ende jedoch den Gang in die Oberliga antreten.
Der Mannschaft gelang unter dem Trainer Peter Draisaitl in der Saison 2003/04 der sofortige Wiederaufstieg in die 2. Eishockey-Bundesliga. Nachdem die Vorrunde als 1. und die Meisterrunde als 2. abgeschlossen wurde, verlor man in den Play-offs kein Spiel mehr und sicherte sich den Meistertitel.
Die Saison 2004/2005 wurde als Aufsteiger mit einem 5. Platz abgeschlossen. Im Play-off-Viertelfinale wurden die Schwenninger Wild Wings in sieben Spielen bezwungen. Im Halbfinale war der Vorrunden-Erste, die Straubing Tigers, Gegner des REV, der die Serie mit 1:3 verlor.

### Finaleinzug und Pokalsensation (2005–2011)
In der Saison 2005/2006 wurde unter dem neuen Trainer Igor Pawlow die Vorrunde mit dem 1. Platz abgeschlossen. Im Play-off-Viertelfinale bezwang das Team die Grizzly Adams Wolfsburg in fünf Spielen. Im Halbfinale war der Vorrunden-Siebte, die Dresdner Eislöwen, Gegner des REV. Dresden wurde souverän in der Serie 3:0 geschlagen und der REV zog nach 2002 erneut ins Finale der 2. Bundesliga gegen die Straubing Tigers ein. Im Finale verlor das Team die ersten beiden Spiele, und die Serie schien gelaufen. Der REV gewann die folgenden zwei Spiele und so kam es am 17. April zu einem Entscheidungsspiel in Bremerhaven. Bremerhaven verlor das Spiel knapp mit 1:2 und die Serie mit 2:3. Der sportliche Aufstieg in die Deutsche Eishockey Liga (DEL) war somit verpasst.
Die Saison 2006/2007 bot schon in der ersten Hälfte zwei „Sensationen“ aus Sicht der Pinguine. Im Rahmen des Deutschen Eishockey Pokals wurden nach einem Erstrundensieg bei den Hannover Indians die DEL-Teams aus Düsseldorf (Titelverteidiger) mit 9:2 sowie aus Frankfurt die Lions mit 2:1 im Eisstadion am Wilhelm-Kaisen-Platz aus dem laufenden Wettbewerb geworfen. Im Dezember 2006 verlängerte Trainer Igor Pawlow seine Tätigkeit an der Bande bei den Fischtown Pinguins für ein weiteres Jahr (Saison 2007/2008). Am 16. Januar 2007 endete der Traum von einem möglichen DEB-Pokal-Finale: mit 1:5 unterlag man auf heimischen Eis den Adlern aus Mannheim, die als späterer Pokalsieger und Deutscher Meister erstmals das Double im deutschen Eishockey schafften. Für die Pinguine endete die Saison mit dem dritten Platz und folglich dem Heimrecht in der ersten Runde der Play-offs. Diese endeten jedoch schnell. Im sechsten Spiel der Serie Best of seven gegen den EHC München setzte es im Münchner Olympia-Eisstadion eine 0:1-Niederlage, die 62 Sekunden vor Ende der regulären Spielzeit durch den Münchner Gordon Borberg besiegelt wurde und damit das Aus im Viertelfinale bedeutete.
In der am 14. September 2007 beginnenden Hauptrunde der Saison 2007/08 gab der Verein als Saisonziel den frühzeitigen Klassenerhalt an. Leider verlief die Saison jedoch ganz anders. Die Fischtown Pinguins bewegten sich fast ausnahmslos im Tabellenkeller und belegten am Ende Platz 12. Sie mussten deshalb gegen die Lausitzer Füchse in die Playdowns. Während die Füchse bereits zum dritten Mal in Folge in den Playdowns standen, war dies für die in den letzten Jahren von Erfolg verwöhnten Fans der Fischtown Pinguins doch eher schockierend. Die Runde verlief überaus knapp: Nach sechs Spielen stand es unentschieden 3:3 (5:0, 2:3, 6:3, 3:2 n. V., 1:2, 2:3 n. P.), so dass das letzte Spiel im heimischen Bremerhavener Eisstadion über alles entscheiden musste. Beide Teams spielten aufopferungsvoll, am Ende konnte Bremerhaven mit 6:4 (das letzte Tor war ein „empty net goal“) die Serie für sich entscheiden und verblieb somit sportlich in der 2. Bundesliga.
In der Saison 2008/09 übernahm der seit 1999 für Bremerhaven spielende Craig Streu das Traineramt bei den Fischtown Pinguins. Die Saison begann auch zunächst sehr positiv, da die Pinguins im Rahmen der Saisonvorbereitung in der eigenen Halle den SWB-Energie-Cup im Finale gegen die Iserlohn Roosters gewinnen konnten. Danach schien sich jedoch die Saison 2007/08 zu wiederholen. Die Pinguins gewannen zwar immerhin 15 von 24 Heimspielen, gleichzeitig verlor man aber auch 18 von 24 Auswärtsspielen, was am Ende zu Platz 10 reichte. Da die Tölzer Löwen trotz Platz 2 nach der Hauptrunde aufgrund der Insolvenz vorzeitig von den Playoffs ausgeschlossen wurden, rückten alle Clubs einen Platz auf, so dass Bremerhaven schließlich auf Platz 9 stand. Die Pre-Playoffs gegen die SERC Wild Wings gewann man glatt in zwei Spielen, das Viertelfinale gegen den EHC München endete dann aber nach vier Spielen mit 0:4.
Die Saison 2009/10 begann am 11. September 2009. Entgegen vielen Erwartungen mussten die Fischtown Pinguins in die Abstiegsrunde. Dort konnten sie sich jedoch schon in der ersten Runde mit 4:1 Siegen gegen den EHC Freiburg durchsetzen und somit sportlich die Klasse halten.
Für die Saison 2010/11 blieb weiterhin das Ziel der vorzeitige Klassenerhalt. Entgegen der Vorjahre war ein großer Teil der Mannschaft beim Verein verblieben und der Kader durch Spieler ergänzt worden, die (bis auf die Nachwuchsspieler) allesamt schon Erfahrung in der 2. Eishockey-Bundesliga hatten. Die Fischtown Pinguins beendeten die Hauptrunde als 3., mussten sich dann im Playoff-Viertelfinale aber nach 5 Spielen den Dresdner Eislöwen geschlagen geben.
Zwischen der Fischtown Pinguins Bremerhaven SBG mbH und den Hannover Scorpions regelte jahrelang ein Kooperationsvertrag den Austausch von Spielern mit Förderlizenzen zwischen den beiden Klubs. Der Kooperationsvertrag endete nach der Saison 2009/10. Die bereits in der Saison 2009/2010 begonnene Kooperation mit den Kölner Haien bestand noch bis zur Saison 2010/11.

### Vom sportlichen Abstieg zur DEL2-Meisterschaft (2011–2016)
Die Saison 2011/12 begann am 23. September 2011 hervorragend für die Mannschaft mit der Tabellenführung nach fünf Spieltagen. Zur Halbzeit der Hauptrunde stand mit 45 Punkten ein guter zweiter Tabellenplatz zu Buche (15 S, 9 N). Die zweite Halbserie verlief mit 11 Siegen und 15 Niederlagen enttäuschend. Während dieser Zeit gab es auch lange Serien mit jeweils 10 Spielen ohne Sieg, die vom 23. Dezember 2011 – 22. Januar 2012 und vom 5. Februar 2012 bis 4. März 2012 andauerten. Die Hauptrunde schloss das Team mit 69 Punkten (24 S, 24 N) als Tabellenneunter ab und verpasste somit die Play-offs knapp mit einem Punkt. Durch den neuen Spielmodus musste Bremerhaven mit den vier Letztplatzierten der Hauptrunde in die Abstiegsrunde. Der Negativtrend der zweiten Halbserie setzte sich in der Abstiegsrunde fort. Folglich stand Bremerhaven nach einer 8 Spieltagen dauernden Doppelrunde überraschend als Tabellenletzter der Abstiegsrunde fest und stieg sportlich aus der 2. Eishockey-Bundesliga ab.
Lange Zeit herrschte Ungewissheit, in welcher Liga der Verein in der Saison 2012/13 antreten würde. Als sportlicher Absteiger war das Team lange im Wartestand, ob der letztjährige sportliche Meister die Landshut Cannibals aufsteigen oder die Tölzer Löwen als Oberligameister ihr Aufstiegsrecht wahrnehmen würden. Weil beide Vereine schließlich in ihren Ligen verblieben und die 2. Eishockey-Bundesliga als Ziel ausgab, in naher Zukunft mit 14 Vereinen zu spielen, verblieben die Pinguins in der Liga. Zum Ende der letzten Saison musste Trainer Leidborg seinen Hut nehmen und für Mike Stewart Platz machen. Erst als die Ligenzugehörigkeit feststand, konnten sich die Pinguins intensiv an die Kaderzusammenstellung machen.
Die Saison 2012/13 verlief bis zum Ende der ersten Halbserie hervorragend für die Fischtown Pinguins, nach 24 Spielen stand das Team mit 17 Siegen und nur sieben Niederlagen an der Spitze der 2. Bundesliga. Bis dahin stellten sie mit 94 Toren auch den besten Angriff der Liga. Im Laufe der Rückrunde hielt sich die Mannschaft lange Zeit auf dem dritten Rang, bevor sie durch eine Schwächephase bedingt die Hauptrunde als Fünfter abschlossen. Die Pinguins hatten in der Hauptrunde den besten Zuschauerschnitt aller Vereine mit 3.009 Zuschauern. In der ersten Play-off-Runde kam es zum Duell mit den Tower Stars aus Ravensburg. Das erste Spiel ging mit 1:8 verloren, die folgenden Duelle mit jeweils einem Tor Unterschied. Mit einem 0:3-Rückstand in der Play-off-Serie, gelang es Bremerhaven die folgenden drei Duelle zu gewinnen, das sechste Spiel der Serie wurde mit 8:1 in der heimischen Arena gewonnen. Das letzte, siebte Entscheidungsspiel ging mit 1:2 in Ravensburg verloren und besiegelte das Aus.
In der folgenden Saison 2013/14 lagen die Pinguins nach der Hälfte der Hauptrunde auf dem 5. Tabellenplatz der DEL2. Zum Ende der Runde erreichte das Team um Coach Mike Stewart den ersten Tabellenplatz, der auch in der folgenden kurzen Zwischenrunde verteidigt wurde. Die erste Play-off-Runde überstand Bremerhaven mit 4:1 Siegen über die Lausitzer Füchse. Im Halbfinale wurde der EV Landshut mit 4:3 ausgeschaltet, das entscheidende siebte Spiel gewannen die Fischtown Pinguins zu Hause mit 2:1 nach Verlängerung. Im Finale trafen die Pinguins auf den Titelverteidiger, die Bietigheim Steelers, die mit 4:1 besiegt wurden. Damit gewann der REV die zweite Meisterschaft der zweiten deutschen Spielklasse und wurde erster Meister der neu gegründeten DEL2.
Ende Januar 2016 trennte sich Bremerhaven von Cheftrainer Benoit Doucet, der vor Saisonbeginn 2015/16 das Amt übernommen hatte. Zum Zeitpunkt der Trennung war man Zweiter der DEL2. Die Vereinsleitung erklärte die Entscheidung unter anderem wie folgt: „(…)wir haben die Befürchtung, dass dem Trainer trotz seines großen Engagements die Erfahrung fehlt, die Mannschaft durch die Endspiele zu führen.“ Thomas Popiesch wurde als neuer Trainer eingestellt.

### Aufnahme in die DEL (2016–2023)
Zur Saison 2016/17 erhielten die Fischtown Pinguins eine Lizenz für Deutschlands höchste Spielklasse, die Deutsche Eishockey Liga (DEL). Die Hamburg Freezers stellten im Mai 2016 ihren Spielbetrieb ein, die 14. und letzte DEL-Lizenz wurde daraufhin den Fischtown Pinguins zugesprochen. Sie waren der einzige DEL2-Club, der sich am Lizenzierungsverfahren der DEL beteiligt hatte. Am dritten Spieltag der DEL-Saison 2016/17 gelang den Fischtown Pinguins der erste Sieg in der höchsten deutschen Spielklasse (3:1 gegen Iserlohn). Die Hauptrunde der DEL-Saison 2016/17 wurde unter Trainer Popiesch als Tabellenzehnter beendet, somit waren die Bremerhavener als Liganeuling für die erste Playoff-Runde qualifiziert. Die Serie gegen den ERC Ingolstadt wurde mit zwei Siegen (4:1 und 6:5) gewonnen und man zog ins Viertelfinale gegen Titelverteidiger München ein. In dieser Serie blieben die Pinguine jedoch sieglos und beendeten ihre Saison nach vier Niederlagen gegen den Favoriten aus der bayerischen Landeshauptstadt.
Im Spieljahr 2017/18 gelang Bremerhaven wieder der Sprung in die Meisterrunde, abermals traf man im Viertelfinale auf München und verlor mit 1:4-Siegen. Im Rahmen der Vorbereitung für die DEL-Saison 2020/21 wurde der Pokalwettbewerb „Magenta Sport Cup“ ins Leben gerufen, dabei mussten sich die Pinguins erst im Finale gegen München geschlagen geben.

### Vizemeisterschaft und Managementumbruch (2023–2024)
Die Saison 2023/24 konnten die Fischtown Pinguins Bremerhaven die Hauptrunde der DEL auf dem 1. Platz beenden. Bremerhaven erreichte das Play-off-Finale, unterlag jedoch den Eisbären Berlin (1:4) und erreichte damit die Vizemeisterschaft. Mit dem 1. Platz der Hauptrunde, Einzug in das Playoff-Finale und der daraus resultierenden Teilnahme an der folgenden Champions Hockey League (CHL) stellt das für die der Fischtown Pinguins Bremerhaven der höchste Erfolg dar. Da Bremerhaven über den kleinsten Etat der Liga verfügte bekam die Mannschaft und das Management besondere Anerkennung und Lob aus der Eishockey-Community und Sportwelt. Der Mittelwert der Budgets in DEL liegt schätzungsweise bei ca. 9,5 Mio. Euro, wohingegen das Bremerhavener Budget ca. 4,9 Mio. EUR beträgt.
Der sportliche Erfolg der Fischtown Pinguins Bremerhaven ermöglicht es der Stadt Bremerhaven, bundesweit positiv in den Medien wahrgenommen zu werden. Bremerhaven ist ansonsten eher für hohe Arbeitslosenquoten und ein erhöhtes Armutsrisiko bekannt. Die Popularität der Eishockeymannschaft trägt dazu bei, das Image der Stadt zu verbessern.
Auf butenunbinnen.de und in der ARD-Mediathek würdigt die Dokumentation „Fischtown feiert seine Pinguins – das Eishockey-Märchen aus Bremerhaven“ die Leistung des Vereins und seine Bedeutung für die Region.
Die Deutsche Eishockey Liga (DEL) veröffentlichte die 24-minütige Dokumentation „Das Rezept des Eishockeymärchens“ über den Verein in der Erfolgssaison der Fischtown Bremerhaven.
Der Spiegel veröffentlichte einen Videobeitrag über die elektronische Datenerfassung von Spieldaten im deutschen Eishockey unter dem Titel „KI in der Deutschen Eishockey Liga: Computer sagt Auswechseln – ist das die Zukunft?“. Der Artikel verwendete Interview und Bildmaterial der Fischtown Pinguins Bremerhaven.

#### Personalveränderungen
Am 1. Mai 2024 wurde offiziell verkündet, dass Thomas Popiesch, damaliger Cheftrainer, den Verein verlässt. Er wechselte zu den in der DEL2 spielenden Krefeld Pinguine. Somit bestätigte er die bereits Dezember 2023 kursierenden Gerüchte um sein Ausscheiden aus dem Verein. Als Grund gab er an, Krefeld zu seinem neuen Lebensmittelpunkt machen zu wollen. Unter anderem ist seine Frau gebürtige Krefelderin. Thomas Popiesch war seit 2016 erfolgreicher Cheftrainer in Bremerhaven und führte die Bremerhavener seit dem Aufstieg in die DEL in jeder Saison in die Play-offs. Am 28. Mai 2024 gab der Club auf einer Pressekonferenz bekannt, dass Co-Trainer Alexander Sulzer das Amt von Popiesch übernimmt. Als neuer Co-Trainer wurde Marián Bažány verpflichtet.
Alfred Prey, der seit 1992 bei den Fischtown Pinguins Bremerhaven tätig ist und dort die Rolle des Managers innehatte, wird im April 2024 seine bisherigen Funktionen im Verein niederlegen. Während seiner Amtszeit hat er die gesamte Bandbreite an Höhen und Tiefen des Vereins erlebt, von der drohenden Insolvenz und dem Abstieg in die Oberliga bis hin zur Meisterschaft in der DEL2 und der Vizemeisterschaft in der DEL. Dank seines langjährigen Engagements und seiner maßgeblichen Rolle im Verein gilt Alfred Prey als prägende Figur und Gesicht des Bremerhavener Eishockeys.
Sebastian Furchner wurde als Ersatz für Alfred Prey verpflichtet, welcher seinen Dienst am 1. Januar 2024 antrat. Furchner verbrachte zuvor 13 Jahre als Spieler und anschließend zwei Jahre als Teammanager bei den Grizzlys Wolfsburg. Bremerhaven und Furchner teilen eine gemeinsame Vergangenheit: In der Saison 2001/2002 spielte Furchner für den REV Bremerhaven, den Stammverein der Fischtown Pinguins, und trug zum Gewinn der Meisterschaft in der 2. Bundesliga bei. Dieser Erfolg markierte den Beginn seiner langjährigen DEL-Spielerkarriere. Sein Wechsel zu den Fischtown Pinguins wird auch durch familiäre Gründe unterstützt, da seine Frau gebürtige Bremerhavenerin ist.
Neben dem Cheftrainer verlassen sechs Spieler den Verein nach der Saison 2023/24. Jake Virtanen, Skyler McKenzie, Lukas Kälble, Blaz Gregorc, Gregory Kreutzer und Philipp Preto.

### Europäische Erfolge
Als Meister der neugegründeten DEL2 konnte Bremerhaven am europäischen IIHF Continental Cup teilnehmen, dem zweithöchsten Wettbewerb nach der Champions Hockey League. Dank der Platzierung in der Weltrangliste stieg der REV erst in der zweiten Runde in das Turnier ein. Durch die erfolgreiche Bewerbung fand die zweite Runde vom 17. bis 19. Oktober 2014 in der Eisarena Bremerhaven statt. Zum Auftakt gewannen die Pinguins gegen den Sieger der ersten Runde ZSKA Sofia mit 6:2. Die Holländer aus Tilburg hatten mit 4:0 das Nachsehen. Zur entscheidenden Partie um den Gruppensieg kam es am letzten Spieltag zum Duell mit den bisher ebenfalls ungeschlagenen Belfast Giants. Bremerhaven siegte mit 4:2 und zog überraschend ins Halbfinale ein.
Im italienischen Ritten fand vom 21. bis 23. November 2014 eines der beiden Halbfinale-Turniere statt. Zum Auftakt unterlagen die Fischtown Pinguins dem kasachischen Meister Pawlodar mit 3:2. Trotz 2:0-Führung nach zwei Dritteln kassierte das Team von Coach Mike Stewart innerhalb von sieben Minuten drei späte Gegentore. Im zweiten Spiel sah Bremerhaven mit einer 1:0-Führung bis kurz vor Schluss wie der sichere Sieger aus. Doch der italienische Meister Ritten Sport gelang 17 Sekunden vor Abpfiff der Ausgleich. Andrew McPherson gelang im Penaltyschießen der umjubelte Siegtreffer. Bremerhaven brauchte nun im letzten Spiel einen Sieg gegen den Meister aus Dänemark, Herning und musste gleichzeitig auf eine Niederlage von Ritten gegen die bisher ungeschlagenen Kasachen hoffen. Ritten unterlag mit 0:4 gegen Pawlodar. Und die Pinguins schafften nach 0:1-Rückstand mit einem 2:1-Sieg über Herning den Sprung auf Platz 2 der Endtabelle. Erneut war McPherson der Siegtorschütze. Die Sensation war mit dem Einzug ins Finale perfekt.
In der 17-jährigen Geschichte des Continental Cups waren es bisher nur den mehrfachen DEL-Meistern Eisbären Berlin 1997 und 1999 sowie der Düsseldorfer EG 1998 gelungen ins Finale einzuziehen.
Das Super-Final fand vom 9. bis 11. Januar 2015 erneut in Bremerhaven statt. Im ersten Spiel kam es zu einer Revanche gegen Pawlodar aus Kasachstan. In einem turbulenten Spiel gelang es dem REV nach 1:2-Rückstand, eine 4:2-Führung herauszuspielen. Pawlodar gelang mit dem zweiten Treffer innerhalb von fünf Minuten in der 56. Spielminute der Ausgleich. Doch Marian Dejdar sorgte in der 59. Spielminute für den 5:4-Sieg. Gegen den belarussischen Meister Njoman Hrodna stand im zweiten Spiel mit 2:6 eine deutliche Niederlage. Somit war vor dem letzten Spieltag klar, selbst wenn Hrodna nach zwei Siegen das dritte Spiel verlieren sollte, konnte Bremerhaven selbst mit einem Sieg aufgrund des direkten Vergleiches nicht mehr an den Belarussen vorbeiziehen. Bremerhaven schlug die Ducs d’Angers aus Frankreich mit 3:2 nach Penalty durch das entscheidende Tor von McPherson. Hrodna sicherte sich durch einen dritten Sieg mit 4:3 nach Penalty ungeschlagen den Sieg des Continentals Cups und durfte somit an der nächstjährigen Champions Hockey League teilnehmen.
Als Vizemeister der DEL-Saison 2023/24 qualifizierte sich das Team für die Champions Hockey League (CHL) in der Saison 2024/25. Die reguläre CHL-Saison beendeten sie nach 3 Siegen und drei Niederlagen, eine davon in Overtime, mit 10 Punkten als Tabellenelfter und standen damit im Achtelfinale. Dort ging es gegen den schwedischen Meister des Jahres 2024, Skellefteå AIK, das Hinspiel zuhause endete 5:0, das Rückspiel wurde 5:1 von den Pinguins gewonnen. Im Viertelfinale schieden die Bremerhavener nach einer 4:0-Niederlage in Genf und einem 2:2 zuhause gegen den CHL Vorjahressieger Genève-Servette aus. Das Erreichen des Viertelfinales stellt den bisher größten internationalen Erfolg der Vereinsgeschichte dar.

## Platzierungen seit 2000
| Spielzeit | Liga                        | Hauptrunde | Endrunde                           |
| --------- | --------------------------- | ---------- | ---------------------------------- |
| 2000/01   | 2. Eishockey-Bundesliga     | 5/12       | Play-off-Viertelfinale             |
| 2001/02   | 2. Eishockey-Bundesliga     | 2/14       | Play-offs: Meister                 |
| 2002/03   | 2. Eishockey-Bundesliga     | 12/15      | Play-downs: Abstieg                |
| 2003/04   | Eishockey-Oberliga Nord-Ost | 1.         | Play-offs: Meister                 |
| 2004/05   | 2. Eishockey-Bundesliga     | 5/14       | Play-off-Halbfinale                |
| 2005/06   | 2. Eishockey-Bundesliga     | 1/14       | Play-offs: Vizemeister             |
| 2006/07   | 2. Eishockey-Bundesliga     | 3/14       | Play-off-Viertelfinale             |
| 2007/08   | 2. Eishockey-Bundesliga     | 12/14      | Play-downs: Klassenerhalt          |
| 2008/09   | 2. Eishockey-Bundesliga     | 10/13      | Play-off-Viertelfinale             |
| 2009/10   | 2. Eishockey-Bundesliga     | 11/14      | Play-downs: Klassenerhalt          |
| 2010/11   | 2. Eishockey-Bundesliga     | 3/14       | Play-off-Viertelfinale             |
| 2011/12   | 2. Eishockey-Bundesliga     | 9/13       | Abstiegsrunde: sportlicher Abstieg |
| 2012/13   | 2. Eishockey-Bundesliga     | 5/13       | Play-off-Viertelfinale             |
| 2013/14   | DEL2                        | 1/12       | Play-offs: Meister                 |
| 2014/15   | DEL2                        | 2/14       | Play-offs: Vizemeister             |
| 2015/16   | DEL2                        | 2/14       | Play-offs: Viertelfinale           |
| 2016/17   | DEL                         | 10/14      | Play-offs: Viertelfinale           |
| 2017/18   | DEL                         | 9/14       | Play-offs: Viertelfinale           |
| 2018/19   | DEL                         | 7/14       | Pre-Playoffs                       |
| 2019/20   | DEL                         | 6/14       | Play-offs: Viertelfinale           |
| 2020/21   | DEL                         | 2/7 Nord   | Play-offs: Viertelfinale           |
| 2021/22   | DEL                         | 6/15       | Play-offs: Viertelfinale           |
| 2022/23   | DEL                         | 8/15       | Play-offs: Viertelfinale           |
| 2023/24   | DEL                         | 1/14       | Play-offs: Vizemeister             |
| 2024/25   | CHL                         | 11/24      | Viertelfinale                      |

## Spieler

### Kader der Saison 2024/25
Stand: 15. Januar 2025
| Nr. | Nat.                 | Spieler               | Pos. | Geburtsdatum      | im Team seit | Geburtsort                        |
| --- | -------------------- | --------------------- | ---- | ----------------- | ------------ | --------------------------------- |
| 56  | Deutschland          | Maximilian Franzreb   | G    | 18. August 1996   | 2021         | Bad Tölz, Deutschland             |
| 30  | Lettland             | Kristers Gudļevskis   | G    | 31. Juli 1992     | 2023         | Aizkraukle, Lettland              |
| 42  | Kanada               | Matthew Abt           | D    | 25. Juli 1993     | 2024         | Leduc, Alberta, Kanada            |
| 32  | Deutschland          | Nicolas Appendino     | D    | 1. Februar 1999   | 2023         | Kempten, Deutschland              |
| 15  |                      | Rayan Bettahar        | D    | 22. Februar 2004  | 2024         | Nowy Targ, Polen                  |
| 72  | Danemark             | Phillip Bruggisser    | D    | 7. August 1991    | 2021         | Rødovre, Dänemark                 |
| 17  | Schweden             | Ludwig Byström        | D    | 20. Juli 1994     | 2025         | Örnsköldsvik, Schweden            |
| 22  |                      | Vladimír Eminger – A  | D    | 3. April 1992     | 2020         | Most, Tschechoslowakei            |
| 6   | Schweden             | Anders Grönlund       | D    | 3. Januar 1989    | 2023         | Piteå, Schweden                   |
| 48  |                      | Nicholas Jensen       | D    | 8. April 1989     | 2022         | Kopenhagen, Dänemark              |
| 53  | Deutschland          | Maxim Rausch          | D    | 19. Februar 2003  | 2024         | Miass, Russland                   |
| 76  | Deutschland          | Justin Büsing         | F    | 1. Juli 2003      | 2023         | Bremerhaven, Deutschland          |
| 79  | Kanada               | Colt Conrad           | C    | 27. April 1997    | 2023         | Brandon, Manitoba, Kanada         |
| 57  |                      | Alex Friesen – A      | C    | 30. Januar 1991   | 2018         | St. Catharines, Ontario, Kanada   |
| 23  | Schweden             | Max Görtz             | W    | 28. Januar 1993   | 2024         | Höör, Schweden                    |
| 25  | Deutschland          | Fabian Herrmann       | F    | 12. Februar 2002  | 2024         | Regensburg, Deutschland           |
| 13  | Slowenien            | Žiga Jeglič           | LW   | 24. Februar 1988  | 2020         | Kranj, SR Slowenien               |
| 18  |                      | Marat Khaidarov       | W    | 7. Mai 2002       | 2023         | Freiburg im Breisgau, Deutschland |
| 8   | Deutschland          | Nino Kinder           | LW   | 22. Februar 2001  | 2021         | Berlin, Deutschland               |
| 54  | Danemark             | Felix Maegaard Scheel | W    | 1. September 1992 | 2023         | Virum, Dänemark                   |
| 14  |                      | Ross Mauermann        | W    | 19. Oktober 1990  | 2016         | Janesville, Wisconsin, USA        |
| 28  | Kanada               | Marly Quince          | C    | 29. Januar 1994   | 2025         | Sioux Lookout, Ontario, Kanada    |
| 71  | Deutschland          | Cedric Schiemenz      | C    | 1. März 1999      | 2024         | Berlin, Deutschland               |
| 26  |                      | Dominik Uher – A      | C    | 31. Dezember 1992 | 2018         | Frýdek-Místek, Tschechoslowakei   |
| 9   | Slowenien            | Jan Urbas – C         | C    | 26. Januar 1989   | 2017         | Ljubljana, SR Slowenien           |
| 91  | Slowenien            | Miha Verlič           | C    | 21. August 1991   | 2018         | Maribor, Slowenien                |
| 37  | Norwegen Deutschland | Markus Vikingstad     | F    | 27. Oktober 1999  | 2021         | Karlstad, Schweden                |
| 65  | Danemark             | Christian Wejse       | C    | 4. Dezember 1998  | 2021         | Esbjerg, Dänemark                 |

### Meisterkader

#### 1. Liga-Meister 1999
- Torhüter: Dieter Blum, André Dietzsch
- Verteidiger: Marco Ahrens, Jamie Bartman, Mark Cardiff, Eduard Dumpis, Oliver Freymark, Guy Girouard, Pavel Vít, Christian Witthohn
- Angreifer: Ken Dzikowski, Bruce Hardy, Mike Lay, Martin Michna, Ryan Rintoul, Tim Schnobrich, Neale Schönfeld, Ryan Smith, Ali Soguksu, Scott Spittel, Marc Tammen
- Cheftrainer: Dan Olsen

#### 2. Bundesliga-Meister 2002
- Torhüter: Christian Baader, Marko Suvelo
- Verteidiger: Marco Ahrens, Jason Becker, Oliver Freymark, Cory Holden, Veli-Pekka Hård, Steffen Michel, Zdeněk Trávníček, Christian Witthohn
- Angreifer: Ken Dzikowski, Sebastian Furchner, Sebastian Jones, Jędrzej Kasperczyk, Stephan Kraft, Jay Luknowsky, Aleksander Polaczek, Patryk Pysz, Tim Schnobrich, Neale Schönfeld, Jeremy Stasiuk, Craig Streu, Tray Tuomie, Jarkko Varvio
- Cheftrainer: Jamie Bartman

#### DEL2-Meister 2014
- Torhüter: Brett Jaeger, Jonas Langmann
- Verteidiger: Stanislav Fatyka, Dustin Friesen, Marc Kohl, Ryan Martinelli, Steve Slaton, Andrei Teljukin, Martin Walter
- Angreifer: Patrik Beck, Viktor Beck, Björn Bombis, Brendan Cook, Marian Dejdar, Jaroslav Hafenrichter, Brock Hooton, Kouba Jan, Jan Kopecký, Mark Kosick, Andrew McPherson, Ralf Rinke, Sergej Stas junior, Sam Verelst
- Cheftrainer: Michael Stewart

## Trainer
- seit 05/2024: Alexander Sulzer[28]

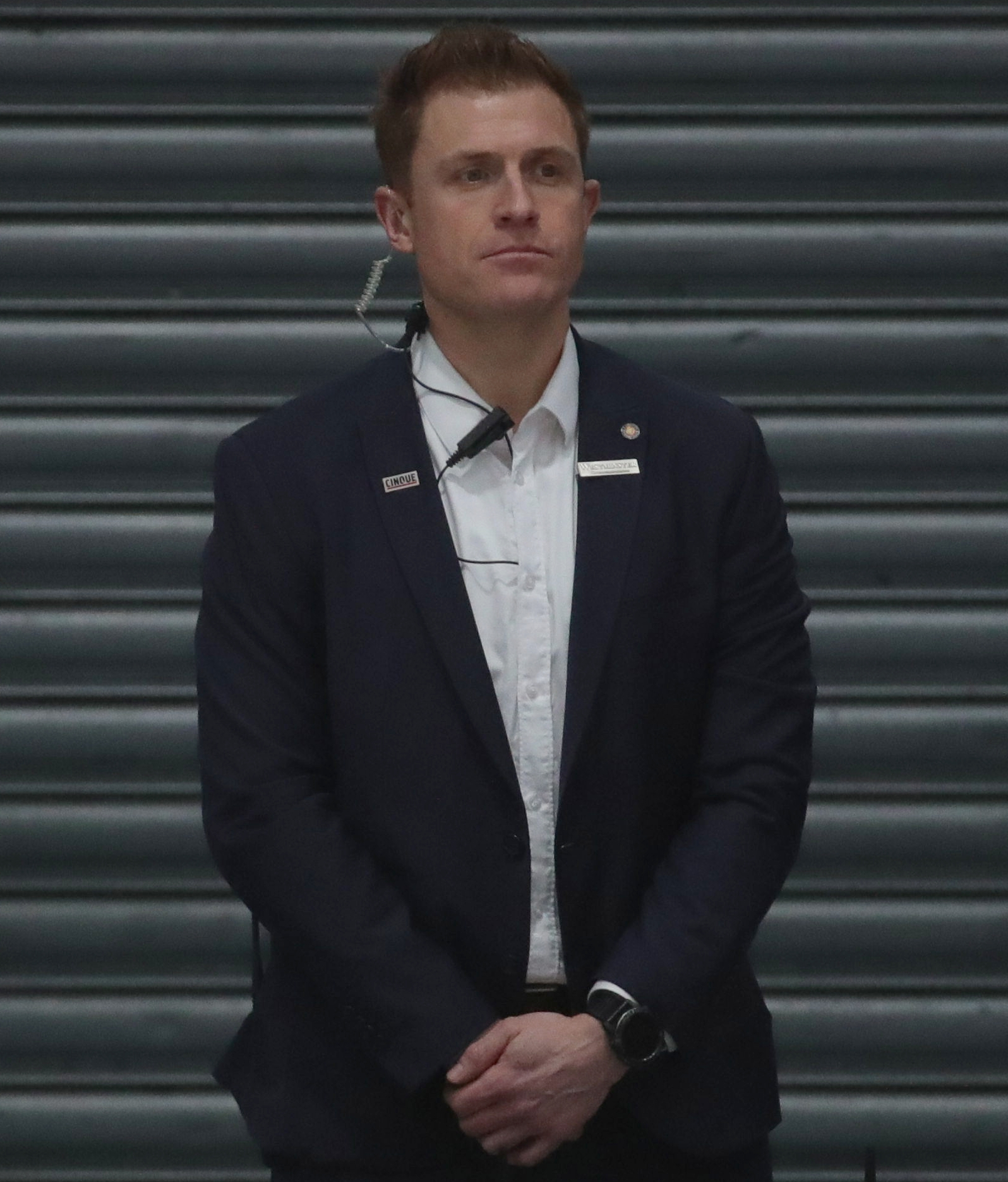
Alexander Sulzer (2023)

- 01/2016 – 05/2024: Thomas Popiesch[29]
- 06/2015 – 01/2016: Benoît Doucet[30]
- 05/2012–2015: Mike Stewart[31]
- 04/2009 – 04/2012: Gunnar Leidborg[32]
- 08/2008 – 03/2009: Craig Streu
- 11/2007 – 04/2008: Tom Coolen
- 2005 – 10/2007: Igor Pawlow
- 2003–2005: Peter Draisaitl
- 2000–2002: Jamie Bartman
- 1999–2000: Craig Topolnisky
- 1997–1999: Dan Olsen
- 1996–1997: Shane Easter
- 1994–1996: Christian Michna
- 1990–1994: Ľubomír Pokovič
- 1990–1990: Klaus Demharter
- 1989–1990: Andrzej Wallitzki
- 1988–1989: Damian Steiert (unterstützt durch Josef Ondrasina)
- 1987–1988: Josef Ondrasina
- 1986–1987: Thomas Kempf
- 1985–1986: Muchel Schmid
- 1984–1985: Karl Fenzl

## Stammverein REV Bremerhaven
Neben dem Nachwuchsspielbetrieb hat der REV noch Amateurmannschaften: die erste Mannschaft spielt seit 2017 in der Verbandsliga Nord (= 5. Spielklasse), die zweite Mannschaft in der Landesliga (= 6. Spielklasse). Dazu nahm die Frauenmannschaft an der 1. Liga Nordost (= 3. Spielklasse) teil. Seit 2000 gibt es auch die REV Eiskunstlaufabteilung.

## Halle
Die Mannschaften des REV Bremerhaven trugen ihre Heimspiele bis 2011 im 2050 Zuschauer fassenden Eisstadion Bremerhaven aus. Am 4. März 2011 wurde die Eisarena Bremerhaven mit einer Eisshow eröffnet. Zwei Tage später trugen die Pinguins ihr erstes Spiel in der Eisarena gegen die Hannover Indians aus. Die Eisarena, die auch den DEL-Anforderungen entspricht, verfügt über 4647 Plätze.

## Ehrungen
- Als Mannschaft wurden die Fischtown Pinguins 2014, 2016 und 2023 Landessportler des Jahres in Bremen.[33]